# Leen de Broekert
Leen de Broekert (Oostkapelle, 10 maart 1949 – Middelburg (Zeeland), 29 juli 2009) was een Nederlandse pianist, organist en componist. Hij studeerde aan het Koninklijk Conservatorium in Den Haag bij pianist Gerard Hengeveld en de organisten Adriaan Engels en Wim van Beek. Bij Jos van Immerseel in Antwerpen specialiseerde hij zich in klavecimbel en fortepiano. Vooral met het laatste instrument zou hij bekendheid verwerven. In 1979 werd hij laureaat van het Internationaal Concours Orgel te Brugge.
Leen de Broekert was 32 jaar lang organist-titularis in de Middelburgse Koorkerk. Hij nam diverse cd's op, onder andere een op het historische Duyschot-orgel van de Lutherse Kerk in Middelburg, met werken van onder meer Bach, Couperin en Mozart. Tevens heeft hij opnamen gemaakt met (deels vrij onbekende) werken van Schubert en Haydn, uitgevoerd op fortepiano. De Broekert was behalve veelgevraagd concertpianist ook lange tijd docent orgel en piano aan de Zeeuwse Muziekschool. Van 2001 tot 2007 was hij presentator en samensteller van het klassiekemuziekprogramma Schoonoord op Omroep Zeeland Radio. Met pianiste Janine Dacosta vormde hij enige tijd een piano-duo.
In juli 2009 overleed Leen de Broekert op 60-jarige leeftijd.